# Kirsty Sword Gusmão
Kirsty Sword Gusmão (Melbourne, 19 de abril de 1966) foi a primeira-dama da República Democrática de Timor-Leste, foi casada com o ex-Presidente Xanana Gusmão. É a fundadora e diretora da Fundação Alola, que procura melhorar a vida das mulheres de Timor-Leste, a nação com menor PIB per capita do mundo.
Em 2003, publicou uma autobiografia intitulada Uma Mulher de Independência (editada pela Pan Macmillan Australia).

## Primeiros anos
Kirsty nasceu em Melbourne, Austrália, filha dos professores Brian and Rosalie Sword, e foi criada em Bendigo, no estado de Victoria. Ela foi uma promissora dançarina de balé, arte que decidiu não seguir como carreira. Mais tarde, cursou a Universidade de Melbourne onde concluiu um Bacharelado em Artes, especializando-se em indonésio e italiano, assim como em educação.

## Envolvimento com Timor
Kirsty Sword trabalhou como secretária-administrativa para o Overseas Service Bureau (atualmente Australian Volunteers International) até 1991, quando entrou no Programa de Estudos de Refugiados na Universidade de Oxford na Inglaterra como assistente do coordenador de desenvolvimento. Pouco depois, ainda no mesmo ano, ela foi a Timor-Leste como pesquisadora e intérprete para um filme-documentário da Yorkshire Television denominado In Cold Blood: The massacre of East Timor, sobre acontecimentos sócio-políticos no território.
De 1992 a 1996, Sword morou e trabalhou em Jakarta, Indonésia, como professora de inglês, funcionária de ajuda humanitária e ativista pelos Direitos Humanos. Ao mesmo tempo, ela se tornou uma ativista clandestina e espiã para a resistência timorense. Seu nome secreto era Ruby Blade, posteriormento mudado para Mukia por Xanana Gusmão.
Ela se encontrou com Xanana em 1994 enquanto ele estava condenado à pena de vinte anos na Prisão de Cipinang, em Jakarta, por ter liderado a resistência timorense. De fato, o primeiro contato ocorreu quando ela lhe começou a ensinar inglês por correspondência, abrindo posteriormente caminho até um dia chegar a sua cela com o intuito de visitar um «tio», na verdade um prisioneiro australiano o qual ela nem conhecia, mas que serviu de subterfúgio, já que ele estava na mesma cela de Xanana.
Durante a crise timorense de 2006, ela conduziu entrevistas da mídia e foi recepcionar as tropas australianas em nome de seu marido, que estava imóvel em virtude de uma dor nas costas.

## Vida pessoal
Quando Xanana foi solto em 1999 o casal se uniu oficialmente no ano seguinte em Díli, onde continuaram a viver na já recém-independente nação de Timor-Leste. Têm três filhos, Alexandre, Kay Olok, e Daniel. Separaram-se em 2015.

## Honras
- Doctor of the University, honoris causa da Victoria University  Austrália (2014)[7]